# 14-я дивизия специального назначения
14-я дивизия специальных сил Сирии — дивизия вооружённых сил Сирийской Арабской Республики, специализировавшаяся на выполнении наземных операций.

## Структура

### Полки, командиры
Дивизия состоит из трёх полков: 36-го, 554-го и 556-го полков специального назначения. Расквартирована в Дамаске. Первым командиром данной дивизии был Али Хайдар, известный как создатель сирийских сил специального назначения (был одним из ближайших соратников экс-президента Сирии Хафеза Асада). Также 14-й дивизией командовал Басиль аль-Асад, старший сын Хафеза Асада.

### Сирийский спецназ
Часто в Сирии используется термин «войска специального назначения» для характеристики 14-й и 15-й дивизий, а также для обозначения отрядов и группировок особого назначения, которые больше напоминают условные единицы лёгкой пехоты, задействованные чаще всего в проведении быстрых сухопутных (в большинстве случаев наступательных) операций. Это отличает их по структуре и функции от сил спецназа в западной военной традиции. Также сирийские силы спецназа принимали участие в тренировках в качестве воздушно-десантных войск и в рамках проведения воздушно-штурмовых операций, однако их деятельность стоит рассматривать во взаимосвязи с бронетанковыми и механизированными бригадами сирийской армии.

## История

### Формирование
Официально 14-я дивизия специальных сил была сформирована к середине 1990-х годов в рамках реорганизации войск специального назначения, созданных Али Хайдаром; в её состав вошли три полка. Войска спецназначения, отцом-основателем которых часто называют Али Хайдара, со временем достигли численности 25 тысяч человек и стали наиболее значимым подразделением аппарата службы безопасности президента САР.

### Реорганизация
Только однажды 14-я дивизия выступила против официальной власти в Сирии — это произошло в 1983 году, когда брат Хафеза Рифат аль-Асад предпринял неудачную попытку государственного переворота. Тогда против легитимного правительства Асада выступили бригады обороны, которые после 1984 года были расформированы. В результате новой военной реформы, предпринятой Хафезом Асадом, часть 55-тысячного контингента бригад обороны вошли в состав сирийской арабской армии в качестве Республиканской гвардии, а другая часть сформировала 14-ю дивизию специальных сил, которая включила себя 5 полков специального назначения. Вскоре дивизия получила высокий статус в армейской иерархии, поскольку часто она была задействована в операция воздушно-десантных войск, что позволяло причислить это подразделение к элитным.

### Влияние алавитов
Традиционно бойцы этой дивизии рекрутируются из алавитов, чтобы обеспечить лояльность государственному строю и правительствам Хафеза Асада и Башара Асада. Структуры разведки утверждают, что такие боевые единицы, вероятнее всего, принимают участие в подавлении массовых демонстраций и волнений оппозиционных сил, а также нейтрализации главарей противоборствующих государству оппозиционных (враждебных) группировок.

## Участие в боевых действиях

### Гражданская война в Ливане
Под управлением Али Хайдара 14-я дивизия специальных сил участвовала в гражданской войне в Ливане, оказывая поддержку Камалю Джумблату и в ряде случаев кооперируясь с Национальным движением Ливана и Фронтом национального сопротивления Ливана. Также части 14-й дивизии участвовали в боях гражданской войны в Ливане вместе с боевыми отрядами Организации освобождения Палестины под командованием Ясира Арафата.

### Гражданская война в Сирии
Сирийские правительственные войска провели успешную наступательную операцию с целью освобождения Хомса в феврале-марте 2012 года, при этом наибольший вклад внесла 14-я дивизия специальных сил, особо отличившись в сражениях за пригороды Хомса Баба Амр, Инсхаат и Джобар, которые являлись одними из наиболее укреплённых форпостов, удерживаемых террористическими группировками.